# Alfons Hermans
Alfons Hermans (* 4. April 1937 in Sint-Lenaarts, Belgien; † 17. Juni 2021 in Malle, Belgien) war ein belgischer Radsportler und nationaler Meister im Radsport.

## Leben
1953 begann Alfons Hermans in der belgischen Anfängerklasse mit dem Radsport. Als Amateur startete er für den Verein WAC Hoboken. Im April 1956 hatte er seinen ersten größeren Erfolg mit einem Sieg beim Straßenpreis von Grobbendonk. Hermans betätigte sich vorwiegend als Straßenradrennfahrer. Bereits als 19-jähriger Amateur kam er mit dem Gewinn der belgischen Straßenradmeisterschaft in einem Rennen über 206 Kilometer und dem ersten Sieg eines Ausländers und Belgiers bei der DDR-Rundfahrt (bei zwei Etappensiegen) 1956 zu bedeutenden Erfolgen. Damit hatte er sich für die Teilnahme an den Straßenradsport-Weltmeisterschaften in Kopenhagen qualifiziert. Dort belegte er einen sehr guten fünften Platz. Nach der Weltmeisterschaft erhielt er seinen Einberufungsbescheid zum belgischen Militär und er leistete für 18 Monate seinen Wehrdienst in Belgien ab. Bevor er 1958 beim belgischen Radsportteam Libertas-Dr. Mann als Berufsfahrer einstieg, machte er in diesem Jahr noch als Vierter bei dem Dreiländer-Amateuretappenrennen Internationale Friedensfahrt und dem Sieg in der international stark besetzten 9-Provinzen-Rundfahrt von sich reden. Er konnte während der Rundfahrt für einen Tag das Gelbe Trikot des Führenden tragen.
Seine erste Platzierung bei einem bedeutenden Profirennen erreichte Hermans 1959 beim französischen Radsport-Klassiker Paris–Tours mit Platz 79. 1960 kam er erstmals bei anspruchsvollen Veranstaltungen auf Top-10-Ränge. Beim La Flèche Wallonne kam er auf Platz sechs und bei der Flandern-Rundfahrt, die zu den Monumenten des Radsports zählt, landete er auf dem zehnten Platz. Auch bei weiteren Rennen der Monumente des Radsports trat Hermans an. Am häufigsten fuhr er bei Paris–Roubaix, wo er 1960 23., 1962 32., 1963 45. und 1965 achter wurde. Bei Lüttich–Bastogne–Lüttich kam er 1961 auf den neunten, 1963 auf den 13., 1964 auf den siebten und 1965 auf den 17. Platz. Er konnte einige Kriterien gewinnen sowie das Rennen Dwars door Vlaanderen 1965.
Hermans blieb zeit seiner Karriere hauptsächlich ein Akteur der Eintagesrennen. Neben seiner Teilnahme an der DDR-Rundfahrt 1956 ist lediglich noch der Start bei der Deutschland-Rundfahrt 1962 registriert, bei der er den achten Platz erreichte. In den Ergebnislisten der großen Radsportveranstaltungen wie Tour de France, Giro d’Italia oder den Straßen-Weltmeisterschaften taucht Alfons Hermans nicht auf. Nach dem Ende seines Vertrags beim Radsportteam Dr. Mann im Jahre 1964 wechselte Hermans danach jährlich den Rennstall. Seine letzte Saison als Berufsfahrer bestritt er 1967 beim belgischen Team Goldor-Gerka, ohne noch einmal groß in Erscheinung zu treten. 1968 beendete er seine Laufbahn.